# Charles Barkley
Charles Wade Barkley (nascut el 20 de febrer de 1963 a Leeds, a l'estat d'Alabama) és un exjugador de bàsquet professional nord-americà que va jugar durant setze temporades com a professional a la National Basketball Association (NBA), en les dècades dels 80 i els 90. És considerat un dels millors alers pivot en la història de la lliga. Tenia els malnom de «Sir Charles» o «Round Mound of Rebound» (el munt rodó del rebot), per ser força corpulent. Per bé que era massa baixet per a lluitar amb els pivots, va arribar a ser màxim rebotejador de l'NBA en la temporada 1986-87 quan jugava amb els Philadelphia Sixers i va obtenir una mitjana de 14,6 rebots per partit.
Va ser seleccionat en el millor quintet de la lliga en tres ocasions, en el segon en cinc i en el tercer en una. El 1993 va ser triat MVP de la temporada i tres anys després entre els 50 millors jugadors de la història de l'NBA. El 1992 i 1996 va participar als Jocs Olímpics, i hi va guanyar cada vegada la medalla d'or. A partir de 2006 forma part del prestigiós Basketball Hall of Fame i fou nominat un dels 50 millors jugadors de la història de l'NBA elaborada l'any 1996.
Al final de la temporada 1999-2000 es va retirar del bàsquet, després de lesionar-se, i Barkley va començar amb succés una carrera com analista de l'NBA.

## Joventut
Barkley va néixer i créixer al poble de Leeds, a l'estat d'Alabama, a 27 km a l'est de Birmingham. Va ser el primer nadó negre en un hospital que fins només atenia blancs. Hi pertanyia al primer grup d'estudiants negres a l'escola primària després de la supressió de la segregació racial. El seu pare va abondar la família quan Barkley era encara molt jova. Ell i son frare petit van quedar amb la mare, Charcey Glenn (1972-2015) que es va recasar. Son padrastre va morir quan tenia onze anys.
Barkley va anar a l'escola secundari de Leeds. Hi va començar a jugar bàsquet, però era massa baixet i gras per jugar al primer equip i va començar com a suplent. Durant l'estiu va créixer bastant i va poder començar a l'equip primer. Hi va atènyer una mitjana de 19,1 punts i 17,9 rebots per partit. Va dur el seu equip a un balanç de 26-3 cap a les semifinals estatals. Malgrat el seu joc, cap universitat s'hi interessar fins a les semifinals estatals, partit en el qual va anotar 26 punts davant Bobby Llegeix Hurt, fitxatge de la Universitat d'Alabama. Un assistent de l'entrenador Sonny Smith de la Universitat d'Auburn va presenciar el matx i el va descriure com «un noi gros… que juga com el vent». Barkley va assistir finalment a Auburn i es va llicenciar en empresarials.

### Universitat
Barkley va jugar amb els Tigers durant tres temporades. Encara que va tenir en moltes ocasions problemes de pes (arribant a pesar 136 quilos), la seva carrera va ser excel·lent i va liderar la lliga en rebots cada any. Es va convertir en un jugador molt popular, excitant a l'afició amb taps i esmaixades malgrat la seva altura i desmesurat pes. A causa del seu físic i habilitats va ser conegut amb el sobrenom de "The Round Mound of Rebound".
En la seva carrera a Auburn, Barkley va jugar com a pivot malgrat ser considerablement més baix que tots els seus rivals. Va rebre nombrosos premis, inclosos el millor jugador de la Southeastern Conference el 1984, dues vegades en el millor quintet de la SEC i una selecció en el tercer equip de l'All-American el 1984. A més, Barkley va ser nomenat millor jugador de l'dècada dels 80 de la SEC pel diari Birmingham Post-Herald.
En els seus tres anys universitaris, Barkley va obtenir una mitjana de 14,1 punts amb un 65,2% en tirs de camp, 9,6 rebots, 1,6 assistències i 1,7 taps per partit. El 1984, va aparèixer per única vegada en el torneig de la National Collegiate Athletic Association (NCAA, federació nord-americana d'esport universitari) i va finalitzar amb 23 punts, 80% en tir, 17 rebots, 4 assistències, 2 robatoris de pilota i 2 taps. El 30 de març de 2001, el seu dorsal 34 va ser oficialment retirat per Auburn.

## NBA

### Philadelphia 76ers
Després del seu any júnior a Auburn, Barkley va decidir deixar la universitat i declarar-se elegible per al Draft de l'NBA del 1984. Va ser seleccionat en la cinquena posició pels Philadelphia 76ers, dos llocs darrere de Michael Jordan. Es va unir a un veterà equip que incloïa a Julius Erving, Moses Malone i Maurice Cheeks; jugadors que van guanyar el campionat amb els 76ers el 1983. Sota la tutela de Malone, Barkley va ser capaç de controlar els seus problemes de pes i va aprendre a preparar i condicionar-se correctament per a un partit. Promitjà 14 punts i 8.6 rebots per partit en la seva primera temporada en la lliga, sent triat en el millor quintet de rookies. En els playoffs, els 76ers van avançar fins a les Finals de la Conferència, però van ser frenats per Boston Celtics en cinc partits. En la seva primera postemporada en l'NBA, Barkley va aportar 14,9 punts i 11,1 rebots per matx.
Durant el seu segon any, Barkley va ser el màxim rebotejador de l'equip amb 12,8 punts per partit i en el segon màxim anotador amb 20 per partit. Com a aler pivot titular de l'equip, va ser nomenat en el segon millor quintet de la temporada i promitjà als playoffs 25.0 punts amb un 57,8% en tirs de camp i 15.8 rebots per partit. Malgrat el seu enorme treball, Milwaukee Bucks va eliminar els 76ers en les Semifinals de Conferència per un ajustat 4-3. En la temporada 1986-87, Malone va ser traspassat als Washington Wizards i Barkley va assumir el control com líder de l'equip. Va rebre el seu primer títol com màxim rebotejador de la lliga amb 14,6 per partit i va liderar també la lliga en rebots ofensius amb una mitjana de 5,7 per partit. Durant la temporada regular va aportar 23 punts amb un 59,4% en tirs, va jugar el seu primer All-Star Game i va formar part del segon millor quintet de la lliga per segon any consecutiu. En playoffs, va tenir una mitjana de 24,6 punts i 12,6 rebots per partit, caient de nou davant els Bucks aquesta vegada en primera ronda.
La següent temporada Erving es va retirar del bàsquet i Barkley va esdevenir el jugador franquícia. Jugant 80 partits i promitjant 28.3 punts amb un 58,7% en tirs de camp i 11.9 rebots per partit, Barkley va aparèixer en el seu segon All-Star Game consecutiu i per primera vegada va ser triat en el millor quintet de la temporada. El seu singular estat de celebritat com a jugador franquícia dels 76ers va donar com a resultat la seva primera aparició en la portada de la prestigiosa revista esportiva Sports Illustrated. Per primera vegada des de la temporada 1974-75, els 76ers no es van classificar per als playoffs. En la següent temporada Barkley va continuar en els seus números; 25,8 punts, 57,9% en tirs i 12,5 rebots per partit, jugant el seu tercer All-Star Game consecutiu i sent nomenat novament en el millor quintet de la lliga. No obstant això, a pesar que Barkley va contribuir amb 27 punts, 64,4% en tirs, 11,7 rebots i 5,3 assistències, els 76ers van ser eliminats en primera ronda pels New York Knicks.
Durant la temporada 1989-90, malgrat rebre més vots per al primer lloc, Barkley va finalitzar segon en la votació de l'MVP de la temporada darrere de Magic Johnson, base de Los Angeles Lakers. Malgrat això, va ser nomenat jugador de l'any per The Sporting News i Basketball Weekly. Tenia una mitjana de 25,2 punts, 11,5 rebots i un 60% en tirs de camp, i va ser triat en el millor quintet de la temporada per tercer any consecutiu i apareixent una vegada més en l'All-Star. Va liderar als 76ers a 53 victòries en la temporada regular, perdent amb Chicago Bulls en les Semifinals de Conferència. En una nova postemporada sense èxit, Barkley promitjà 24.7 punts i 15.5 rebots per partit. El seu excepcional joc va continuar en la seva setena temporada com professional, tenint com nombres 27,6 punts, 57% en tirs i 10,1 rebots per matx i va ser nomenat MVP de l'All-Star després de liderar a l'Oest a la victòria per 116-114 amb 17 punts i 22 rebots, millor marca rebotejadora en un All-Star des dels 22 de Wilt Chamberlain el 1967. Als playoffs, va caure de nou davant els Bulls en Semifinals de Conferència, Barkley hi va contribuir amb 24,9 punts i 10,5 rebots per nit.
La temporada 1991-92, va ser l'última de Barkley en els 76ers i hi va canviar el seu dorsal 34 pel 32 en honor de Magic Johnson, jugador que es va retirar de l'esport professional després d'anunciar que tenia el virus de la sida. Per bé que el nombre 32 era retirat en la franquícia en honor de Billy Cunningham, va ser reactivat exclusivament per a Barkley. En la seva última campanya com a sixer, Barkley va tenir una mitjana de 23,1 punts, 55,2% en tirs i 11,1 rebots per partit. Va acabar amb els 76ers com el quart màxim anotador en la història de la franquícia amb 14.184 punts, tercer en mitjana de punts amb 23,3 per partit, tercer en rebots amb 7.079, vuitè en assistències amb 2.279 i segon en percentatge de tirs de camp amb 57,6%. Va liderar els 76ers en rebots i percentatge de tirs de camp en set temporades consecutives i en anotació en sis. No obstant això, després de diversos anys fracassant en playoffs i amb els 76ers amb un rècord de 35-47 en la temporada 1991-92, Barkley va demanar el traspàs. El 17 de juliol de 1992 va ser enviat als Phoenix Suns per Jeff Hornacek, Tim Perry i Andrew Lang.
Durant les vuit temporades a Filadèlfia va esdevenir un dels jugadors més populars de l'NBA. Va tenir la seva figura publicada per la companyia de joguines Kenner i també una pròpia línia de sabates per Nike. No obstant això, el seu joc obert i agressiu també va causar problemes i polèmiques, com la baralla amb el pivot Bill Laimbeer de Detroit Pistons el 1990, un lamentable espectacle que va portar múltiples multes per part de l'NBA, i una escopinyada a un fan. Aquest últim incident va ser a causa del fet que una part del públic constantment li va llançar insults racistes durant un partit contra New Jersey Nets el març de 1991, pel que el jugador es va girar i va escopir equivocadament a una jove. Rod Thorn, el per llavors president d'operacions de l'NBA, va suspendre a Barkley sense sou i amb 10.000 dòlars.

### Phoenix Suns
El traspàs de Barkley als Suns va beneficiar tant al jugador com al seu nou equip. Hi té una mitjana de 25,6 punts, 52% en tirs de camp, 12,2 rebots i 5,1 assistències per partit, liderant als Suns al millor rècord de l'NBA, 62-20. Barkley va ser nomenat MVP de la temporada en el seu primer any en Phoenix, a més de disputar el setè All-Star Game consecutiu. Va ser el tercer jugador en la història a ser MVP en la primera temporada en el seu nou equip després de ser traspassat, a més de guiar als Suns a les seves primeres finals de l'NBA des de 1976, perdent davant Chicago Bulls en sis partits. En playoffs, Barkley va signar 26,6 punts i 13,6 rebots per partit.
En la temporada 1993-94, Barkley va jugar amb molts problemes de lesions, promediando 21.6 punts i 11.2 rebots en 65 partits. Va ser seleccionat per a disputar l'All-Star Game, encara que no ho va poder jugar per lesió, i nomenat en el segon millor quintet de la lliga. Amb Barkley lluitant contra les lesions, els Suns van aconseguir un balanç de 56-26 i van arribar fins a les Semifinals de Conferència. Malgrat començar la sèrie davant Houston Rockets guanyant per 2-0, van caure eliminats en set partits en mans dels posteriors campions de l'NBA. Malgrat les lesions, en el tercer partit de la primera ronda que els enfrontava a Golden State Warriors, un memorable Barkley va anotar 56 punts amb 23 de 31 en tirs de camp, per llavors la tercera millor marca anotadora en la història dels playoffs. Després de plantejar-se la retirada en pretemporada, Barkley va tornar per a disputar la seva onzena temporada i guanyar la batalla a les lesions. Va aparèixer per novena vegada consecutiva en l'All-Star Game i promitjà 23 punts i 11.1 rebots en la temporada regular, liderant als Suns a un rècord de 59-23. En postemporada, malgrat anar per davant 3-1 en les Semifinals de Conferència, van perdre de nou davant els Rockets en set partits. Barkley va aportar 25.7 punts i 13.4 rebots per partit en playoffs, però no va jugar en el setè partit davant els Rockets per una lesió a la cama.
La campanya 1995-96 va ser l'última de Barkley en els Suns. Va liderar a l'equip en anotació, rebots i robatoris de pilota, disputant un any més l'All-Star Game i aconseguint el 22 de novembre de 1995 el seu 18è triple-doble. Es va convertir en el desè jugador en la història de l'NBA a aconseguir 20.000 punts i 10.000 rebots, i en playoffs promitjà 25.5 punts i 13.5 rebots per a caure eliminats per San Antonio Spurs en la primera ronda. En l'estiu, Barkley va ser traspassat a Houston Rockets per Sam Cassell, Robert Horry, Mark Bryant i Chucky Brown.

### Houston Rockets
El traspàs de Barkley als Rockets en 1996 va ser el seu últim intent per a intentar aconseguir un anell de campió. Va fitxar per un veterà equip que incloïa a dos jugadors nomenats entre els 50 millors de la història de l'NBA com eren Hakeem Olajuwon i Clyde Drexler. Va continuar amb problemes de lesions durant la temporada i solament va jugar 53 partits, perdent-se a més quatre partits per sanció. Va ser el segon màxim anotador de l'equip amb 19,2 punts amb un 48,4% en tirs de camp, sent la primera vegada des del seu any rookie que baixava dels 20 punts per partit. Amb Olajuwon absorbint la major part del joc ofensiu dels Rockets, Barkley es va centrar més a rebotejar, capturant-ne 13,5 per partit, segona millor marca de la seva carrera. Els Rockets van finalitzar la temporada regular amb un balanç de 57-25 i van arribar fins a la Final de Conferència, on van ser eliminats en sis partits pels Utah Jazz. Barkley va fer una mitjana de 17,9 punts i 12 rebots per partit en una altra posttemporada sense èxit.
La temporada 1997-98 va ser una altra campanya plagada de lesions per a Barkley. Promitjà 15,2 punts i 11,7 rebots per matx, finalitzant l'equip la temporada amb un mediocre 41-41 i caient en primera ronda davant els Jazz. Limitat per les lesions, Barkley tan solament va disputar quatre partits als playoffs, i va fer una mitjana de 9 punts i 5,3 rebots en 21,8 minuts de joc. Durant la curta temporada del lockout, Barkley solament va poder disputar 42 partits, signant 16,1 punts i 12,3 rebots per partit. Es va convertir a més en el segon jugador en la història, després de Wilt Chamberlain, a aconseguir 23.000 punts, 12.000 rebots i 4.000 assistències. Després d'un rècord dels Rockets de 31-19, la seva participació en playoffs va arribar a la seva fi tot just començar en mans de Los Angeles Lakers. En els últims playoffs en la seva carrera, Barkley promitjà 23.5 punts i 13.8 rebots. Va finalitzar la seva carrera en postemporada amb els següents nombres; 22,1 punts, 54,1% en tirs de camp, 11.,7 rebots i 3.9 assistències per partit.
En el seu últim any en l'NBA, la seva temporada i carrera en la lliga va finalitzar prematurament després de trencar-se el tendó del seu quàdriceps esquerre el 8 de desembre de 1999 a Filadèlfia, on va començar la seva carrera en l'NBA. Abans de la lesió, les mitjanes de Barkley eren de 14,5 punts, 47,7% en tirs i 10,5 rebots per partit. Negant-se al fet que la de lesió sigui l'última imatge en la seva carrera, Barkley va tornar en l'últim partit de la temporada regular després de quatre mesos fora de les pistes. El 19 d'abril de 2000 davant Vancouver Grizzlies a casa, Barkley va anotar la seva última cistella després d'un rebot ofensiu, disputant sis minuts i aconseguint dos punts, un rebot i una assistència. Després de la cistella, Barkley immediatament es va retirar i va posar fi a la seva magnífica carrera de 16 anys a l'NBA.

## Jocs Olímpics
Barkley va participar als Jocs Olímpics el 1992 i 1996, i hi va guanyar cada vegada la medalla d'or com membre de la selecció nord-americana. El 1992 a Barcelona va formar part de la primera selecció formada per jugadors de l'NBA, compartint equip amb llegendes com Michael Jordan, Magic Johnson, Larry Bird, Scottie Pippen o Karl Malone. Aquest combinat va ser conegut com a Dream Team, com que va guanyar els sis partits de la classificació per a les olimpíades i els vuit del campionat. L'equip tenia una mitjana de 117,3 punts per partit i va guanyar els partits per un avantatge de 43,8 punts. Barkley va liderar l'equip en anotació amb 18 punts per partit, a més d'un 71,1% en tirs de camp, i va obtenir la per llavors millor marca anotadora en un partit amb 30 punts davant Brasil en la victòria per 127-83. També va batre el rècord de percentatge de triples amb un 87,5%, va capturar 4,1 rebots i va robar 2,.6 balons per trobada.
En els Jocs Olímpics d'Estiu de 1996 a Atlanta, Barkley va liderar a l'equip en anotació, rebots i percentatge de tirs de camp. Hi obté una mitjana de 12,4 punts, 81,6% en tirs i 6,6 rebots, va ajudar la selecció nord-americana a un perfecte balanç de 8-0 i hi va guanyar la medalla d'or.